# Gephyromantis ambohitra
Gephyromantis ambohitra – gatunek madagaskarskiego płaza bezogonowego z rodziny mantellowatych (Mantellidae).

## Taksonomia
Gatunek w przeszłości zaliczano do Gephyromantis asper. Rodzina mantellowatych, do której należy ten płaz, była dawniej klasyfikowana jako podrodzina (Mantellinae) w obrębie rodziny żabowatych.

## Morfologia
Występuje dymorfizm płciowy. Samce osiągają długość 3,4–3,7 cm, samice zaś 3,2–3,9 cm.
Ubarwienie płaza jest zróżnicowane. Spośród swych krewnych (Gephyromantis spiniferus i G. asper) wyróżnia się bardziej gładką skórą grzbietu, choć występują nań drobne grzebienie.
Pięty zwierzęcia zdobią niewielkie kolce. Dodatkowo samce dysponują czarnymi parzystymi workami rezonansowymi na podgardlu.

## Występowanie
Zwierzę zamieszkuje wyłącznie północny Madagaskar, odnotowano jego obecność w Montagne d’Ambre, Tsaratanana oraz Manongarivo.
Płaz bytuje na wysokości 500–1200 m n.p.m., stwierdzenia ze stanowisk położonych wyżej (do 1780 m n.p.m.) wymagają potwierdzenia badaniami genetycznymi. Jego siedlisko to wilgotny las równikowy. Zwierzę zamieszkuje jedynie środowiska dziewicze.

## Rozmnażanie
Podejrzewano u G. ambohitra rozwój bezpośredni, ale w 2007 roku Randrianiaina i inni opisali kijanki tego gatunku żyjące w wolno płynącym i płytkim strumieniu. W tym samym roku Glaw i Vences w 2007 odnotowali składające się z 15 nieharmonicznych dźwięków nawoływania samców ulokowanych pół–półtora metra nad poziomem gruntu w samym lesie deszczowym lub w jego okolicy, zwykle w pobliżu strumienia.

## Status
Zwierzę lokalnie występuje nawet obficie, jednak całkowita liczebność gatunku ulega spadkowi.
Wśród czynników wpływających negatywnie na środowisko tego płaza IUCN wymienia:
- rolnictwo
- pozyskiwanie drewna i wytwarzanie węgla drzewnego
- wypas zwierząt gospodarskich
- rozprzestrzenianie się inwazyjnego eukaliptusa
- osadnictwo ludzkie

Wszystkie 3 wymienione wyżej miejsca bytności płaza obejmują obszary chronione.